# 奇克莫比奇 (明尼蘇達州)
奇克莫比奇（英語：Chickamaw Beach）是一個位於美國明尼蘇達州卡斯縣的城市。

## 人口
根據2020年美國人口普查的數據，奇克莫比奇的面積為6.85平方千米，當中陸地面積為5.84平方千米，而水域面積為1.01平方千米。當地共有人口128人，而人口密度為每平方千米19人。